# Zephyranthes tepicensis
Zephyranthes tepicensis là một loài thực vật có hoa trong họ Amaryllidaceae. Loài này được Greenm. ex Hume miêu tả khoa học đầu tiên năm 1935.